# Videlles
Videlles je obec v jihovýchodní části metropolitní oblasti Paříže ve Francii v departementu Essonne a regionu Île-de-France. Od centra Paříže je vzdálena 44 km.

## Geografie
Sousední obce: Baulne, Mondeville, Soisy-sur-École, La Ferté-Alais, Guigneville-sur-Essonne, Dannemois, Boutigny-sur-Essonne a Moigny-sur-École.

## Vývoj počtu obyvatel
Počet obyvatel